# Omar Eddahri
Omar Monir Eddahri (Stoccolma, 30 agosto 1990) è un ex calciatore svedese, di ruolo centrocampista o attaccante.

## Carriera
Eddahri è cresciuto a Solna e si è formato a livello giovanile in alcune squadre minori della periferia nord di Stoccolma, prima di terminare le giovanili nel vivaio del Djurgården.
Anche le sue prime squadre a livello senior provenivano dall'area a nord di Stoccolma. Con il Täby IS ha giocato in Division 3, la quinta serie nazionale, poi nel 2009 si è diviso tra la Superettan disputata con la maglia del Väsby United e la Division 2 con il Sollentuna United. Con il Väsby United ha avuto modo di fare una breve apparizione anche negli ultimi minuti della prima giornata della Superettan 2010.
Rimasto svincolato in estate, Eddahri ha chiuso l'annata 2010 all'Akropolis, squadra di Division 2. Nel 2011 ha giocato ancora in Division 2 tornando al Sollentuna United, mentre l'anno successivo è sceso addirittura in sesta serie al Kungsängen, prima di fare ritorno a settembre all'Akropolis che nel frattempo era salito in Division 1. Nel 2013 ha preso parte al campionato di Division 2 con il Sollentuna FK, club appena formato dall'unione di due squadre locali tra cui il Sollentuna United in cui Eddahri aveva già militato.
A partire dal 2014 ha giocato con l'AFC United, squadra che da pochi anni aveva rilevato le attività del Väsby United. Eddahri ha contribuito alla cavalcata che ha portato il club a conseguire due promozioni in tre anni, passando dalla Division 1 alla Allsvenskan.
Il 2017 è stato l'anno del debutto nella massima serie sia per Eddahri che per l'AFC, che nel frattempo si era trasferito da Solna a Eskilstuna a seguito di una fusione con una compagine locale. Nonostante la squadra abbia trascorso gran parte del campionato in zona retrocessione, le prestazioni di Eddahri hanno attirato le attenzioni di più squadre, anche straniere. A settembre il giocatore ha dichiarato che avrebbe lasciato la squadra a fine stagione, una volta scaduto il suo contratto.
Libero di essere ingaggiato altrove a parametro zero dal successivo 1º gennaio, Eddahri ha cercato di approdare all'estero senza però trovare proposte ritenute soddisfacenti, quindi è rimasto in Svezia con l'ingaggio annuale da parte del Sirius. Qui non ha trovato lo status di giocatore chiave che si aspettava di ricevere, come da lui stesso dichiarato, per cui ha rescisso dopo sole 6 presenze, metà delle quali ottenute partendo dalla panchina.
Il 12 giugno 2018 è stato presentato come nuovo giocatore dei campioni del Marocco dell'Ittihad di Tangeri, ma appena un mese dopo le due parti hanno deciso di rompere il contratto.
Il 9 agosto 2018 Eddahri è tornato a far parte di una squadra svedese con l'ingaggio di breve durata da parte degli stoccolmesi del Djurgården, una delle società in cui era cresciuto anni prima a livello giovanile. Ha giocato 11 partite, poi ha deciso di lasciare il club a fine stagione.
Nel febbraio 2019 ha firmato un contratto di due anni con il GIF Sundsvall. Nel campionato 2019 ha disputato 13 partite sulle 30 in calendario, visto anche l'infortunio al piede rimediato nella trasferta contro l'Elfsborg che lo ha tenuto fuori causa per quattro mesi. La squadra tuttavia è retrocessa in seconda serie a fine stagione, così Eddahri ha lasciato la squadra con un anno di anticipo.
Nel gennaio 2020 alcuni media svedesi avevano annunciato il suo ingaggio da parte degli israeliani del Bnei Yehuda, ma in realtà il trasferimento è saltato poiché le due parti non hanno raggiunto un accordo totale. Rimasto svincolato qualche mese, nell'ottobre del 2020 si è unito al Dalkurd, formazione militante nella seconda serie svedese, con un breve contratto valido fino alla fine di un campionato a cui mancavano una decina di giornate per terminare. Ha giocato quattro partite, poi a fine anno è rimasto svincolato.